# Landsberied
Landsberied település Németországban, azon belül Bajorországban. Lakosainak száma 1621 fő (2023. december 31.). Landsberied Mammendorf és Jesenwang községekkel határos.

## Népesség
A település népessége az elmúlt években az alábbi módon változott:
| Lakosok száma | 381  | 636  | 743  | 849  | 1403 | 1464 | 1556 | 1558 | 1637 | 1621 |
|               | 1875 | 1950 | 1975 | 1987 | 2012 | 2014 | 2016 | 2017 | 2021 | 2023 |